# AliExpress
AliExpress — глобальная виртуальная торговая площадка, предоставляющая возможность покупать товары производителей из КНР, а также России, Европы, Турции и других стран. Товары на площадке продаются в розницу и мелким оптом (в отличие от оптовой Alibaba).
Платформа не работает в КНР — там её заменяет Taobao.
Сайт AliExpress в настоящее время доступен на русском, английском, испанском, нидерландском, французском, итальянском, польском, арабском и португальском языках (информация о товарах автоматически переводится на разные языки). Клиенты вне границ стран для этих языков автоматически обслуживаются на английской версии сайта.
Сайт занимает 32-е место в списке самых посещаемых веб-ресурсов в мире, по версии Alexa.

## История
AliExpress начал работу в 2010 году как площадка для продажи китайских товаров в другие страны. Сначала эта площадка работала в сфере B2B для покупки и продажи. С тех пор портал расширился до B2C, C2C, облачных вычислений и платежных сервисов.
Изначально AliExpress специализировался на продаже товаров только китайских продавцов. С ноября 2018 года в ассортименте AliExpress появились товары турецких брендов с площадки Trendyol, которую приобрела Alibaba. AliExpress занимается локализацией и развитием бизнеса за пределами КНР.
В 2019 году компания открыла свой крупнейший магазин в одном из торговых центров Барселоны.

## Собственники и руководство
Владельцем платформы является Alibaba Group, которая также владеет такими популярными китайскими ресурсами, как Alibaba.com, Taobao.com и другие.
С сентября 2019 года AliExpress в России работает через совместное предприятие Alibaba Group с российскими партнёрами: VK, «Мегафон» и Российский фонд прямых инвестиций. СП возглавляют два генеральных директора — Дмитрий Сергеев (член совета директоров VK) и Лю Вэй из Alibaba Group. С 2022 года генеральным директором вместо Дмитрия Сергеева назначен Сергей Гречин.
В августе 2021 года телеком-оператор «Мегафон», 100 % которого принадлежит структурам USM Алишера Усманова, продал USM International свою долю в 24,3 % в совместном предприятии AliExpress Russia в результате реализации опционов на данную сделку, сумма которой не раскрывается, компанией USM Investment.

## AliExpress в Российской Федерации
В январе 2017 года AliExpress по данным TNS (Taylor Nelson Sofres) был самым популярным интернет-магазином в России, его аудитория составила 22,194 млн человек. В ноябре 2019 года количество пользователей AliExpress в России достигло 24,9 млн человек в месяц, что на 30 % превышает аналогичный показатель 2018 года; по итогам 2020 года ежемесячная аудитория активных пользователей достигла 29,1 млн человек.
В России на AliExpress представлены товары из-за границы, также товары российских и международных брендов (Samsung, Xiaomi, Vivo, Bosch), которые открывают свои магазины и делают доставку с российского склада. На продажи локальных (российских) продавцов AliExpress Россия в 2019 году приходилось 15 % всего оборота компании в России (всего на AliExpress зарегистрировано больше 10 тыс. продавцов, половина из которых — представители малого и среднего бизнеса).
За год число российских продавцов на платформе выросло в 7 раз и к октябрю 2020 года составило 22 тысячи, ассортимент их товаров на платформе достиг 3,5 млн позиций; на продажи локальных продавцов уже приходится порядка 20 % всего оборота.
Россия — крупнейший рынок для AliExpress в мире. Торговая площадка заявляет, что даёт региональным покупателям возможность выбора, а снижение порога беспошлинной торговли может вернуть клиентов на вещевые рынки. «AliExpress Россия» выступает за развитие малого и среднего бизнеса в регионах и работает по такой же форме, по которой развивается взаимодействие с бизнесом в Китае.
При этом AliExpress, наряду с другими зарубежными интернет-магазинами, составляет серьёзную конкуренцию для российских площадок, торгующих тем же или схожим товаром с большими издержками и наценками. До последнего времени, к тому же, зарубежные площадки не платили российских налогов и пошлин, что давало им ещё большее коммерческое преимущество перед домашними игроками.
По сравнению с домашними игроками, AliExpress сильно отстаёт в сроках доставки, но этому уже есть решение — открытие для некоторых товаров внутрироссийской инфраструктуры с доставкой от 1—2 дней. Длительная доставка связана с тем, что заказы прибывают сначала на распределительный центр «Почты России», затем сортируются и проходят таможенную очистку, после чего отправляются в доставку. В задачах AliExpress — наладить обработку и доставку заказов из-за границы в крупные города за 10 дней. Для покупок на Tmall работает местная доставка, как у большинства других компаний, со средними сроками доставки в 1—2 дня. За несколько лет сроки доставки AliExpress сократились почти в два раза и с конца 2019 года средний срок доставки товаров из Китая снизился вдвое — до 15 дней; товары из РФ в среднем доставляются за 4,5 дня.
С 2015 года сервис ограничил возможность покупки товаров для пользователей, проживающих на территории Республики Крым.
«AliExpress Россия» с 1 июня 2021 года начал экспорт товаров от российских продавцов в европейские страны, в частности Испанию, Францию, Италию. Первой категорией товаров, доступных для покупки зарубежным покупателям, стали детские товары и игрушки нескольких брендов, например деревянные игрушки Maskbro, детская одежда Bossa Nova и Lucky Child.

### События
В сентябре 2016 в Москве открылся первый оффлайн демонстрационный зал AliExpress.
В феврале 2019 года AliExpress начала продажи товаров через социальную сеть «ВКонтакте». С марта 2019 AliExpress запустила в России онлайн-продажу автомобилей. С августа 2019 года введена возможность безусловного возврата некоторых товаров.
В сентябре 2019 года была закрыта сделка по созданию совместного предприятия в России — акционерами новой компании «AliExpress Россия» стали Alibaba Group, VK, «Мегафон» и Российский фонд прямых инвестиций.
В начале ноября 2019 года «Почта России» и логистический оператор «Цайняо» (Cainiao) запустили прямые авиамаршруты для доставки заказов на AliExpress из КНР в Россию (в Москву, Екатеринбург и Новосибирск), сокращая срок доставки с 25—30 до 10—14 дней. С конца октября 2019 AliExpress доставляет товары в магазины сетей «Пятёрочка», «Перекрёсток» и «Карусель».
С 15 апреля 2020 года в России начинает работу сервис AliExpress Plus — магазин с ускоренной доставкой заказов и возможностью бесплатной доставки товаров от международных продавцов до двери.
C октября 2020 в России начали открываться постаматы от «Цайняо», данные автоматы выдачи должны облегчить получение посылок с AliExpress.
В марте 2021 «AliExpress Россия» подписал с «Почтой России» соглашение о стратегическом партнёрстве. Компании договорились о реализации программы развития логистики для рынка интернет-торговли в России в 2021—2025 годах. Партнёры планируют предлагать продавцам AliExpress Россия фулфилмент-сервис в логистических центрах по всей стране, в которых Почта будет хранить товары и комплектовать заказы с AliExpress (так, в феврале 2022 года компания сообщила, что планирует построить в Екатеринбурге склад для выполнения заказов дистанционной торговли площадью 74 тыс. м² и стоимостью 6 млрд рублей; центр планируется ввести в эксплуатацию в августе 2022 года.). Продавцы могут сдавать партии заказов объёмом до 1000 штук в 5000 отделений «Почты России» и 65 региональных сортировочных центров.
«Почта России» доставляет более 80 % зарубежных заказов «AliExpress Россия»; к 2025 году планируется открыть более 10 тыс. новых почтоматов и пунктов выдачи по всей России.
С октября 2021 «Цайняо» и «Почта России» внедрили новую систему отслеживания недорогих посылок с AliExpress. Посылки, которые раньше привозили морем, стали доставлять в Россию с использованием мультимодальных маршрутов — на автомобилях и поездах. Это обеспечивает стабильную доставку товаров и даёт возможность отказаться от неотслеживаемых отправлений.
С апреля 2021 года «AliExpress Россия» запустил локальную категорию с аптечным ассортиментом в своём мобильном приложении.
В мае 2021 года AliExpress Россия открыл первые четыре пункта выдачи заказов (ПВЗ) под собственным брендом в отделениях «Почты России» в Москве.
С начала 2022 года многие компании покинули Россию или приостановили продажу своей продукции на территории РФ, в том числе производители электроники; в связи с этим часть россиян стала чаще покупать на AliExpress. Вместе с тем китайский маркетплейс отключил возможность оплаты с помощью Qiwi — это был единственный способ покупать в долларах и не переплачивать за невыгодный курс рубля. AliExpress рассчитывает и устанавливает свой внутренний курс доллара к российскому рублю каждый будний день в период с 10:00 до 12:00. Как правило, курс площадки выше курса ЦБ РФ на 6-8 %.
В мае 2022 года китайские власти закрыли небо для самолётов с «двойной» регистрацией нескольких российских авиаперевозчиков, которые в том числе занимались транспортировкой товаров AliExpress; пресс-служба AliExpress заявила, что проблема уже решается и маркетплейс продолжает обслуживать клиентов из России, также «Российская газета» сообщила, что «Почта России» взяла на себя недостающие рейсы из КНР. По состоянию на 2022 год логистический оператор «Цайняо» обслуживает более 90 % отправлений AliExpress в мире.

### Ограничения на покупаемые товары
Ряд товаров, продаваемых на AliExpress, попадает под перечень средств, оборот которых в России ограничен, их приобретение может привести покупателей к штрафу или тюремному заключению. К таким товарам относятся:
- устройства для скрытого получения информации (статья 138.1 Уголовного кодекса Российской Федерации «Незаконный оборот специальных технических средств, предназначенных для негласного получения информации»);
- подделки под известные бренды (статья 16.3 Кодекса Российской Федерации об административных правонарушениях «Несоблюдение запретов и ограничений на ввоз товаров на таможенную территорию Евразийского экономического союза или в России»);
- товары, не имеющие сертификации на территории России (статья 16.3 Кодекса Российской Федерации об административных правонарушениях);
- предметы оружия, за исключением отдельных видов ножей (статья 222 Уголовного кодекса Российской Федерации «Незаконные приобретение, передача, сбыт, хранение, перевозка или ношение оружия, его основных частей или боеприпасов»);
- вещества, оборот которых на территории России запрещён, в том числе химические и огнеопасные — например, фейерверки;
- отдельные виды продуктов, алкоголя, растения и их семена